# Masmakfortet
Masmakfortet (arabiska: قصر المصمك), är en tidigare befästning  av putsad lersten i Riyadh i Saudiarabien som byggdes mellan 1865 och 1895 under 
emiratet Jabal Shammar.
Fortet erövrades år 1902 av emiren Ibn Saud och hans män som därmed  kunde ta kontroll över Riyadh. Det var säte för regenten till 1938 då Murabba-palatset invigdes. Fortet öppnade som historiskt museum år 1995.
Byggnaden är fyrkantig och försedd med 18 meter höga, runda, avsmalnande försvarstorn i hörnen. En 3,6 meter hög och 2,6 meter bred port av palmträ leder in till en innergård som omges av flera mindre rum och en moské. På innergården finns en brunn och ett kvadratiskt torn. Utrymmena på övre våningen användes tidigare som bostad, skattkammare och gästrum.
Museet berättar historien om Saudiarabiens enande med hjälp av  fotografier och filmer.